# Чильяно
Чильяно (італ. Cigliano, п'єм. Sian) — муніципалітет в Італії, у регіоні П'ємонт, провінція Верчеллі.
Чильяно розташоване на відстані близько 530 км на північний захід від Рима, 38 км на північний схід від Турина, 32 км на захід від Верчеллі.
Населення — 4566 осіб (2014).
Щорічний фестиваль відбувається 10 вересня. Покровитель — San Emiliano.

## Демографія
Населення за роками:

Станом на 1 січня 2023 року в муніципалітеті офіційно проживали 332 іноземці з 32 країн, серед них 184 громадяни країн Євросоюзу та 3 громадяни України.

## Сусідні муніципалітети
- Ліворно-Феррарис
- Мацце
- Монкривелло
- Рондіссоне
- Салуджа
- Віллареджа